# Santa Bárbara (San Martín del Rey Aurelio)
Santa Bárbara (Santa Bárbola en asturiano y oficialmente Santa Bárbara o Santa Bárbola)
es una parroquia del concejo de San Martín del Rey Aurelio, se encuentra en la zona Sur del concejo, comenzando en las antiguas instalaciones mineras del Pontón y sigue el valle del río del mismo nombre hasta el pico Tres Concejos, 1096m de altitud.
En la parroquia se ha de notar la presencia de un grupo rural agrupado de educación primaria, la iglesia parroquial, y una gran cantidad de detalles típicos de la etnografía, como pueden ser los molinos y los hórreos. 
Son conocidas y famosas las fiestas del pote que se celebran aquí.

## Poblaciones
| - Batán (El Batán) - Canto las Matas (El Cantu Les Mates) - Casanueva (Casa Nueva) - Casacima (La Casa Cima) - Casas de Abajo (Les Cases de Baxo) - Cruz (La Cruz) - El Canto (El Cantu) - El Collado Escobal (El Colláu Escobal) - El Corralón - El Corral Nuevu - El Costayo (El Costayu) - El Edrado (L'Hedráu) - El Escobal (L'Escobal) - El Molino (El Molín) - El Pradón (El Praón) - Riocerezal (El Riocerezal) - El Vericioso (El Bericiusu) - La Casuca - La Caya - La Espesura - La Estaca | - La Gallega - La Nespral - La Pared (La Paré) - La Potoxa - El Praón - La Rebollada (La Rebollá) - La Restinga - La Zorea (L'Azorea) - Las Argayadas (Les Argayaes) - Los Caleyos - Miera de Arriba (Miera Riba) - Paniceres - Perabeles de Abajo (Perabeles) - Perabeles de Arriba (Les C a. C.ima) - Riocerezalero (El Rezaleru) - Santa Bárbara (Santa Bárbola) - Sayetas (Les Sayetes) - Seca del Agua (La Seca l'Agua) - Socavón - Vallicalagua (La Vallica l'Agua) - Veró (El Corral de Bayuetu) |